# Agama weidholzi
Espèce
Statut de conservation UICN

 LC  : Préoccupation mineure
Agama weidholzi est une espèce de sauriens de la famille des Agamidae.

## Répartition
Cette espèce se rencontre au Sénégal, en Gambie, en Guinée-Bissau et au Mali. 

## Étymologie
Cette espèce est nommée en l'honneur d'Alfred Weidholz. 

## Publication originale
- Wettstein, 1932 : Eine neue Eidechse aus Senegambien. Zoologischer Anzeiger, vol. 99, p. 303-305.